# Coelogyne remediosae
Coelogyne remediosae är en orkidéart som beskrevs av Oakes Ames och Eduardo Quisumbing y Argüelles.
Coelogyne remediosae ingår i släktet Coelogyne och familjen orkidéer. Inga underarter finns listade i Catalogue of Life.